# Кінна статуя Джорджа, герцога Кембриджського (Лондон)
«Пам'ятник Джорджу герцогу Кембриджському» (англ. Equestrian statue of the Duke of Cambridge, Whitehall) — кінна статуя 1907 року роботи скульптора Адріана Джонса, присвячена головнокомандувачу британської армії з 1856 по 1895 рік, фельдмаршалу Джорджу герцогу Кембриджському, члену британської королівської сім'ї, онуку короля Георга III по чоловічій лінії, встановлена в Лондоні — столиці Великої Британії на вул. Вайтголл.

## Історія
Урочистою відкритою королем Великої Британії Едуардом VII 18 травня 1907 року. На створення кінної статуї було використано 45 тонн граніту. Загальна висота постаменту та статуї становить близько 7,6 м.
Пам'ятник у натуральну величину зображує герцога Кембриджського верхи на коні у повній формі фельдмаршала, з усіма його нагородами, орденами та медалями, за кампанії у яких він брав участь. У руці — фельдмаршальський жезл, вручений герцогу королем Великої Британії Вільгельмом IV, в іншій руці — тримає за повіддя коня. З боків постаменту є дві бронзові барельєфні панелі, що вказують на зв'язок герцога з гренадерською гвардією (полковником якої він був з 1861 до смерті 1904 р.) та 17-м (власним герцогом Кембриджським) уланським полком.
На західному боці постаменту напис: Головнокомандувач британської армії, 1856—1895 рр., народився 1819 р., помер 1904 р. На східному боці постаменту: Фельдмаршал, Його Королівська Високість, Джордж, герцог Кембриджський.
М'язи та вени коня вирізані з гарною деталізацією.

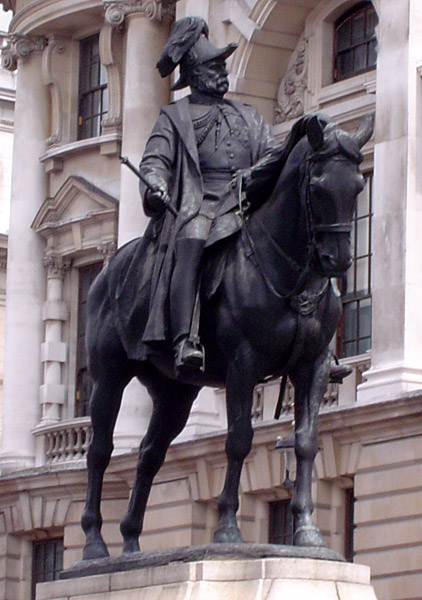

## Пригода
У листопаді 2012 року оголений чоловік піднявся на статую і перебував там більше години, поки його не вмовили спуститися, і його взяли під варту.